# Kamerový systém v Číně
Kamerový systém spolu se systémem na rozpoznávání tváří jsou hlavními prostředky rozsáhlé sítě monitorovacích systémů v Číně, která patří mezi nejvíce střežené státy světa.[zdroj?] Systém se všeobecně používá výhradně na bezpečnostní účely, aby vláda uchránila své občany před nebezpečnými skupinami, jako jsou teroristé nebo zločinci, a aby si udržela sociální kontrolu. Čína si tento systém bezpečnostních kamer chválí, avšak často dochází k porušení práv na soukromí a politické a sociální svobody jednotlivců. Kamerový systém úzce souvisí s plným zavedením systému sociálního kreditu ke konci roku 2020.

## Množství
Města v Číně jsou pod největším dohledem CCTV kamer na světě. Od roku 2019 se odhaduje, že v pevninské Číně je použito 200 miliónů kamer CCTV systému, což je 4× více kamer než ve Spojených státech amerických. V roce 2020 by se tento počet měl zvednout z 200 mil. na 626 mil. Pokud se budou kamery instalovat podle zavedeného plánu, lze očekávat, že v roce 2022 bude počet kamer tak vysoký, že bude vycházet jedna kamera na každé dvě osoby.

## Účel
Kamery CCTV slouží mnoha účelům. Oficiálně se používají k usnadnění běžného života a k zajištění bezpečnosti. V současné době jsou kamery rozšířeny na veřejných místech po celé Číně. Využívají se od prevence kriminality přes sledování provozu až po sledování podezřelých operací. Pozitivem těchto kamer je, že jsou stále lepší a levnější .  Nacházejí se např. na sloupech (monitorující dopravu), na nádraží, silničních přechodech, ale lze se s nimi setkat i na nečekaných místech jako jsou veřejné toalety (proti krádeži toaletního papíru). V posledních dnech najdeme kamery i uvnitř nových modelů aut sloužící pro taxi služby . Čína má díky tomu pověst velmi bezpečné země oproti jiným státům, které kamerové systémy nevyužívají. Většina čínských občanů souhlasí s používáním systému pro zvýšení bezpečnosti, nicméně podle hromadného průzkumu je i nadále znepokojeno, co se týče zneužívání soukromí a úniku informací. Obecně řečeno, více kamer nemusí nutně znamenat, že se lidé cítí více v bezpečí . 

## Nejsledovanější města
V roce 2019 webová stránka Comparitech uvedla, že 8 z 10 nejsledovanějších měst světa je v Číně, přičemž první tři místa obsadily města Čhung-čching, Šen-čen a Šanghaj. Pouze v samotném Čchung-čchingu je téměř 2,6 miliónů kamer, což odpovídá 168 kamerám na 100 osob. V příštích letech chce Šen-čen zvýšit počet sledovacích kamer z 1,93 miliónů na více než 16 miliónů. Jediná dvě nečínská města, která se umístila v žebříčku nejsledovanějších měst v první desítce, jsou Londýn a Atlanta.

## Světový trh
Čína je předním výrobcem sledovací technologie. I přes to, že mnoho zemí jako Austrálie, Brazílie nebo Indie využívají čínskou a americkou technologii společně, jsou i země, ve kterých dominuje pouze čínská technologie např.: země v Africe, jihovýchodní Asie nebo Střední východ. Čína tak dodává do většiny světa, čímž se dostala do kontroly nad tímto průmyslem. Jedním z důvodů dominance Číny ve sféře sledovací technologie je i to, že Čína je hlavním výrobcem polovodičů na světě. Do roku 2023 by měl mít tento průmysl hodnotu 62 miliónů amerických dolarů.

## Systém na rozpoznávání tváří v Číně
Prostřednictvím kamerového systému se v Číně využívá systém na rozpoznávání tváří, což je počítačový program schopný identifikovat nebo ověřit osobu z digitálního obrazu či video snímku. Tato technologie má široké možnosti využití. Např.: od konce roku 2019 jsou rozpoznávací kamery povinné pro všechny uživatelé mobilních telefonů, v rámci širšího dohledu nad svými občany. Kromě čínské vlády a policie ji začaly používat i čínské společnosti. Čínské společnosti začaly dávat větší přednost této technologii před ostatními biometrickými systémy jako je otisk prstu, snímek sítnice či hlasový záznam. Má totiž jednu klíčovou výhodu a to, že je bezkontaktní povahy. Rysy obličeje mohou být zachyceny z dálky a nepotřebují žádnou interakci ani spolupráci subjektu. Zastánci lidských práv označili používání této technologie za další krok směrem k "dystopickému monitorovanému státu", ve kterém se čínská města budou podobat oblasti Sin-ťiangu, kde jsou Ujgurové neustále sledováni z hlediska příznaků neklidu.